# Rusçuklu Çelebizade Şerif Hasan Paixà
Rusçuklu Çelebizade Şerif Hasan Paşa (? - 12 o 13 de febrer de 1791) fou gran visir otomà fill d'un agha dels geníssers.
Va participar el 1769 com a cap de voluntaris (serdengečdi aghasi) en l'expedició del kan de Crimea a Ucraïna i a la tornada fou ascendit a kapudji bashi. L'11 de setembre de 1773 fou nomenat comandant de Rusčuk amb rang de visir, i després traslladat a Silistra, que va defensar d'un atac rus. Després de la pau (juliol) va caure en desgràcia i va estar uns anys desterrat a Gümüldjina i a Salònica.
El 1787, en esclatar la guerra amb Rússia, va rebre alguns comandaments militars a la regió del Danubi. Mort Cezayirli Gazi Hasan Paixà, va ser nomenat gran visir el 16 d'abril de 1790 i a més serdar-i ekrem (comandant en cap) càrrecs que havia ocupat el difunt. El 8 de juny de 1790 el seu germà Seyyid Mehmed va derrotar els austríacs a Yergögü, però en canvi Sherif no va aconseguir res contra els russos i avançat l'any aquestos van conquerir les fortaleses de Kili, Tulča, Isadjka i Izmail. En l'aspecte administratiu també es van detectar diversos abusos i arbitrarietats; el sultà va ordenar el seu assassinat que va portar a terme un sicari al quarter de Shumla (o Shummu) la nit del 12 al 13 de febrer de 1791.